# Архипенко Євген Порфирович
Євге́н Порфи́рович Архи́пенко (15 березня (2 березня) 1884, Кагарлик — 14 липня 1959, Дорнштадт) — український політичний і державний діяч доби УНР. Міністр земельних справ. Один із лідерів Української Народно-Республіканської Партії. 
Також учений-агроном, видавець. Діяч української політичної еміграції.

## Життєпис

Уряд Директорії та вище командування Армії УНР після наради в Ялтушкові, 7.11.1920 р.
Перший ряд: Іван Омелянович-Павленко (1), Симон Петлюра (2), Михайло Омелянович-Павленко (3), Гаврило Базильський (4).
Другий ряд: Андрій Лівицький (5), Олександр Саліковський (6).
Третій ряд: Євген Архипенко (7), Олександр Удовиченко (8), Олексій Галкин (9), Олександр Загродський (10), Пінхас Красний (11), Марко Безручко (12), Андрій Долуд (13), Петро Ліпко (14), Андрій Гулий-Гуленко (15), Сергій Тимошенко (16)

Народився в місті Кагарлику (сучасна Київська область). 
В 1906-09 роках видавав українські журнали «Українське бджільництво» у Петербурзі та «Рілля» (1910) у Києві. В 1912 р. з співробітниками часопису «Рілля» створив Українську Селянську Партію (УСП). Був одним з лідерів Української Народно-Республіканської Партії. Приват-доцент Київського Українського Державного університету.
5 квітня 1918 року Рада народних міністрів Української Народної Республіки висунула його кандидатуру на посаду товариша (заступника) міністра земельних справ УНР.
За Директорії — міністр земельних справ в уряді Сергія Остапенка (лютий — квітень 1919 року). В 1919—1920 роках — міністр земельних справ в уряді Бориса Мартоса та міністр народного господарства в уряд В'ячеслава Прокоповича.
Наприкінці квітня 1919 року разом з членами Української Партії Соціалістів-Самостійників підтримував спробу державного перевороту, який очолив отаман Володимир Оскілко.
З 1921 року перебував в еміграції в Польщі. Видавав часопис «Сільський Світ» у Львові — Перемишлі. До 1928 року видавав на Волині журнал «Український пасічник», друкований орган кооперативу «Рій». Численні документи, особисті матеріали того періоду зберігають у Національній бібліотеці Варшави. З 1944 року жив у ФРН.
Автор підручників з пасічництва та наукових праць, присвячених геральдиці.Ініціював і фактично очолив розбудову Української Родовідної Установи і видання часопису «Рід та Знамено», залучивши до співпраці відомих вчених з генеалогії та геральдики, як М. Міллер, В. Сенютович-Бережний, М. Битинський та ін. Малюнки гербів інколи виконував відомий маляр В. Кричевський. За кілька років до смерті заходився видавати часопис «Селянин України»
Помер у місті Дорнштадт. Його великий архів переслали та зберігають у Колумбійському університеті Нью-Йорка.